# Tropophyt
Ein Tropophyt („wandlungsfähige Pflanze“) ist eine Lebensform der Pflanzen, die während ungünstigen Jahreszeiten, wie Trockenheit oder Winter, ihr Aussehen ändern, etwa durch Laubfall, Absterben bis auf die Erneuerungsknospen oder Samenbildung. Durch das Abwerfen der Laubblätter wird eine Pflanze damit zwischenzeitlich äußerlich vom Hygrophyten zum Xerophyten.
Zu den Tropophyten gehören die Phanerophyten, Chamaephyten, Hemikryptophyten und Kryptophyten.

## Belege
- Matthias Schaefer: Wörterbuch der Ökologie. 4. Auflage, Spektrum Akademischer Verlag, Heidelberg, Berlin 2003. ISBN 3-8274-0167-4